# Мацуно

Мацуно́ (яп. 松野町, まつのちょう, МФА: [mat͡suno t͡ɕoː]?) — містечко в Японії, в повіті Кіта-Ува префектури Ехіме. Розташоване в південно-західній частині префектури. Отримало статус містечка 1955 року. Площа становить 98,50 км². Станом на 1 липня 2012 року населення складало 4283  осіб, густота населення — 43,5 осіб/км².   